# Bodenwerder
Bodenwerder é uma cidade da Alemanha localizada no distrito de Holzminden, estado da Baixa Saxônia.
É membro e sede do Samtgemeinde de Bodenwerder-Polle.